# Elecciones estatales extraordinarias de Veracruz de 2001
Las elecciones extraordinarias estatales de Veracruz de 2001 se llevó a cabo el domingo 15 de julio de 2001, y en ellas se renovaron los cargos de elección popular en el estado mexicano de Veracruz:
- 3 Ayuntamientos. Formados por un Presidente Municipal y regidores,  electo para un período de tres años y medio.
- 33 Diputados al Congreso del Estado. Electos por mayoría de cada uno de los Distritos Electorales.